# Pont de Cabrianes (Sallent)
|  | No s'ha de confondre amb El Pont de Cabrianes. |

El Pont de Cabrianes és una obra del municipi de Sallent (Bages) inclosa en l'Inventari del Patrimoni Arquitectònic de Catalunya.

## Descripció
Es tracta d'un pont destruït l'any 1939. Actualment solament es conserven una arcada i un pilar. Malgrat ser construït en el segle xvi, fou reformat el segle passat al fer-hi passar la carretera de Manresa a Artés; d'aquesta manera prengué una forma totalment plana a diferència d'abans que era corbada. L'aparell és de carreus ben tallats de pedra i calç. Era de 9 arcs però actualment només resta un arc sencer amb 2 arcons i les restes d'hilars. Passa per sobre el riu Llobregat.

## Història
En aquest lloc ja existia un pont a finals del segle xi, del qual només en resten alguns vestigis. Aquest pont sembla que es refeu arran del privilegi de pontatge que el rei Ferran concedí a la ciutat de Manresa per la reparació de ponts (1509).